# Tjaart van der Walt
Tjaart Nicolaas van der Walt (Pretoria, 25 september 1974) is een Zuid-Afrikaans golfprofessional. Hij debuteerde in 2004 op de Amerikaanse PGA Tour, in 2011 op de Aziatische PGA Tour en in 2012 op de Europese PGA Tour.

## Loopbaan
Voordat van der Walt in 1996 een golfprofessional werd, was hij een goede golfamateur en behaalde één overwinning in de Verenigde Staten. 
In 2003 kwalificeerde van der Walt via Qualifying School voor de Amerikaanse PGA Tour in 2004. De volgende drie jaren speelde hij op de PGA Tour, maar behaalde daar geen profzeges. 
In 2011 kwalificeerde van der Walt voor de eerste keer voor de Aziatische PGA Tour en kreeg op het einde van het seizoen een trofee voor de "Asian Tour Rookie of the Year".
In 2012 kwalificeerde van der Walt via de Qualifying School voor de Europese PGA Tour. In begin november 2013 behaalde hij op de Sunshine Tour zijn eerste profzege door de Lion of Africa Cape Town Open te winnen.

## Prestaties

### Professional
Sunshine Tour
| Nr. | Datum           | Toernooi                      | Score           | Score | Info  |
| --- | --------------- | ----------------------------- | --------------- | ----- | ----- |
| 1   | 3 november 2013 | Lion of Africa Cape Town Open | 69+69+65+71=274 | –14   | [ 1 ] |